# Ruy Barbosa Popolizio
Ruy Enrique Barbosa Popolizio (Santiago, 2 de diciembre de 1919-Santiago, 8 de junio de 2014) fue un ingeniero agrónomo, empresario y académico chileno especializado en enología. Se desempeñó como ministro de Estado por espacio de poco más de un año durante el gobierno del presidente Jorge Alessandri.
Entre 1968 y 1969 ejerció como rector de la Universidad de Chile, casa de estudios en la que desarrolló, antes y después, una vasta carrera académica.
Contrajo matrimonio con Eliana Gellona Ansaldo, unión de la que nacieron tres hijos.

## Familia y estudios
Su abuelo fue Orozimbo Barbosa, militar que había luchado en la Guerra del Pacífico y en la guerra civil de 1891 con el grado de general (en esta última hubo de encontrar la muerte). Su padre era Enrique Barbosa Baeza y su madre Magdalena Popolizio Garofano.
Cursó sus estudios secundarios en el Internado Nacional Barros Arana (desde 1931) y en el Instituto Nacional General José Miguel Carrera (desde 1933), ambos de la capital chilena. En el año 1943 se tituló como ingeniero agrónomo en la Universidad de Chile, en Santiago. En 1950 consiguió un doctorado en la Universidad de Turín, Italia, con el cual logró su especialización en enología.

## Actividad pública
Inició su carrera académica como profesor titular de la casa de estudios donde se formó, pasando más tarde a la titularidad del decanato de la Facultad de Ciencias Agronómicas. En su periodo se creó el Campus Antumapu de la universidad, ubicado al sur de Santiago. Desde 1968 hasta 1969 fue rector de la universidad.
En 1963 se incorporó al gobierno de Alessandri Rodríguez como biministro de Agricultura y de Tierras y Colonización. Entre 1963 y 1964 fue presidente de la Corporación de la Reforma Agraria (Cora) y del Instituto de Desarrollo Agropecuario (Indap). En 1964 fundó el Instituto de Investigaciones Agropecuarias (Inia). Asimismo, fue gobernador del Banco Interamericano de Desarrollo y presidente de la Delegación Chilena al Congreso BID-Panamá. También desarrolló el Plan Chile-California de especialización para ingenieros agrónomos.

## Galardones y otros cargos
En reconocimiento a sus múltiples actividades recibió numerosos premios entre los que destacan el Gran Premio Espiga de Oro del Colegio de Ingenieros Agrónomos en 1990 y el Gran Premio por Méritos Extraordinarios otorgado por la Sociedad Agronómica de Chile en 1993. En el año 1999 fue galardonado con la medalla Rector Juvenal Hernández, una de las distinciones más importantes que la Universidad de Chile otorga a sus exalumnos destacados. También fue profesor emérito de su universidad.
Fue fundador y el primer presidente de la Asociación de Ingenieros Agrónomos Enólogos de Chile (ANIAE). Fue fundador y primer presidente de la Academia Chilena de Ciencias Agronómicas. Además, como empresario ocupó los principales cargos directivos en el Consejo de Defensa del Vino, en la Asociación Mayoristas en Vinos y Corporación Vitivinícola de Chile.
La Distinción Ruy Barbosa de la Asociación de Ingenieros Agrónomos Enólogos de Chile reconoce a su socio fundador y primer presidente, y se otorga a enólogos por su trayectoria en el sector vitivinícola y compromiso gremial.
La "Medalla al Mérito Académico Rector Ruy Barbosa", establecida en 2002, reconoce a titulados de la Facultad de Ciencias Agronómicas que, con dedicación y capacidad, han realzado el prestigio de la Facultad a nivel nacional o internacional, manteniendo fidelidad hacia ella y reflejando el espíritu académico y ético del Rector Ruy Barbosa.
En 1975, la Facultad de Ciencias Agronómicas de la Universidad de Chile nombró su biblioteca Biblioteca Rector Ruy Barbosa en honor al mismo.

## Muerte
Al cumplirse un año de su muerte la Academia Chilena de Ciencias Agronómicas, Asociación de Ing. Agrónomos Enólogos y Cofradía del Mérito Vitivinícola de Chile lo recuerdan publicando el 9 de julio de 2015 en el diario El Mercurio de Santiago, lo siguiente: 

Don Ruy Barbosa Popolizio

Hace un año que falleció don Ruy, dejándonos como herencia la que puede transmitir ese tipo de seres humanos especiales que se entregan de cuerpo y alma a las personas, comunidades y organizaciones.
Así la comunidad universitaria, en especial la de la Universidad de Chile recibió sus aportes, su sapiencia, sus acertadas acciones como profesor, decano y rector. Así, la agricultura chilena y la comunidad de ingenieros agrónomos y enólogos se beneficiaron de sus decisiones, políticas públicas, proyectos y programas. Así, se vertió con fuerza en los últimos años de su vida hacia dos instituciones que recibieron su impulso creador: la Cofradía del Mérito Vitivinícola de Chile y la Academia chilena de Ciencias Agronómicas.
Don Ruy Barbosa nos hizo conocer lo que significa trascender. No se llevó a la tumba sus conocimientos, su pujanza, sus afectos. Tampoco, sus numerosos premios, sus reconocimientos, sus galardones. Todo quedó entre nosotros; todo lo que nos mueve, nos motiva, nos impulsa. Su estirpe dignifica al hombre público y sirve de guía a los que lo seguimos. Logró dejarnos caminos y sendas, no en penumbra, sino mostrándonos la luz al final de cada desafío.
Academia Chilena de Ciencias Agronómicas

Asociación de Ing. Agrónomos Enólogos

Cofradía del Mérito Vitivinícola de Chile.

## Nota
1. ↑  Todas las fuentes consultadas usan el apellido Barbosa, con la excepción de la investigación del historiador Armando de Ramón y un grupo de colaboradores, Biografías de chilenos: miembros de los poderes Ejecutivo, Legislativo y Judicial (1876-1973), de 2003, que utiliza la ortografía Barboza.